# Laurie Records

Logo.

Laurie Records est un Label indépendant lancé en 1958 par Gene Schwartz et Allan I. Sussel.  
Ce label musical, basé à New York, rencontra un certain succès pendant près d'une vingtaine d'années bien qu'il resta une petite entreprise indépendante.
Laurie Records édita notamment Dion and the Belmonts, The Chiffons, Bobby Goldsboro, Gerry and the Pacemakers, etc.  
Laurie Records a changé son nom au début des années 1980 pour prendre le nom de 3C Records. 3C Records est synonyme de "Continental Communications Corporation". Les masters des enregistrements sont la propriété de la société EMI Group. 